# Effetto del caro nemico
L'effetto del caro nemico (detto anche riconoscimento del caro nemico o dear enemy effect) è un fenomeno etologico in cui due animali che abitano territori confinanti diventano meno aggressivi l'uno verso l'altro una volta che i confini territoriali sono ben stabiliti.
Questo fenomeno ha implicazioni in natura che si rispecchiano nel comportamento di varie specie.
Quando i proprietari del territorio si abituano ai loro "vicini di casa", spendono meno tempo ed energia in comportamenti difensivi. Tuttavia, l'aggressività verso i vicini non familiari rimane immutata. Alcuni autori hanno suggerito che l'effetto del caro nemico è che i "residenti" del territorio (ossia gli esemplari che abitano un pezzo di territorio da un determinato periodo di tempo) mostrano livelli inferiori di aggressività verso i vicini familiari rispetto agli individui non familiari che sono "fluttuanti" non territoriali (ossia coloro che non abitano lo stesso territorio da molto tempo e/o sono appena arrivati).
L'effetto del caro nemico è stato osservato in numerose specie di mammiferi, uccelli, rettili, anfibi, pesci e invertebrati. Può essere modulato da fattori quali la familiarità degli animali, la stagione e la presenza di femmine.
L'effetto del caro nemico è l'inverso dell'"effetto del vicino cattivo", in cui alcune specie sono più aggressive verso i loro vicini che verso gli estranei.

## Funzione
La funzione biologica dell'effetto del caro nemico è quella di aumentare l'idoneità individuale dell'animale che esprime il comportamento. Questo aumento dell'idoneità si ottiene riducendo il tempo, l'energia o il rischio di lesioni inutilmente sostenute per difendere un territorio o le sue risorse (ad esempio compagno/a, cibo, spazio) contro un animale familiare che occupa il suo stesso territorio; un esemplare conosce già le capacità del "vicino di casa" (forza, capacità di combattere, velocità, eccetera) e sa anche che è improbabile che esso cerchi di impossessarsi della sua parte di territorio perché ne ha già uno.

## Meccanismo
L'interazione tra due vicini può essere modellata come un gioco iterativo del dilemma del prigioniero. Secondo questa visione, un "proprietario di territorio" che agisce in modo non aggressivo nei confronti di un vicino può essere considerato cooperante, mentre un esemplare che agisce in modo aggressivo nei confronti del suo vicino può essere malvisto dai "vicini di territorio". Una condizione necessaria affinché il gioco del dilemma del prigioniero sia valido è che un individuo aggressivo debba godere di maggiori benefici rispetto a un individuo non aggressivo quando entrambi si trovano di fronte a un avversario non aggressivo. Questa stipulazione è plausibile, poiché un individuo aggressivo potrebbe ampliare il proprio territorio o rubare cibo o possibilità di accoppiarsi ad un individuo non aggressivo. Quando la cooperazione comporta un costo, un possibile meccanismo per raggiungere una cooperazione stabile è l'altruismo reciproco, in cui coppie di individui si scambiano "favori" tra loro (difesa reciproca dai predatori, condivisione del cibo, eccetera). La cooperazione del caro nemico potrebbe essere spiegata dall'altruismo reciproco se i vicini territoriali utilizzano strategie condizionali come il tit for tat. Nella strategia dell'“occhio per occhio” (tit for tat appunto), un soggetto coopererà quando il suo partner ("vicino di casa") coopera e non coopererà quando il partner non coopera.

## Effetti nelle varie specie

### Nei mammiferi

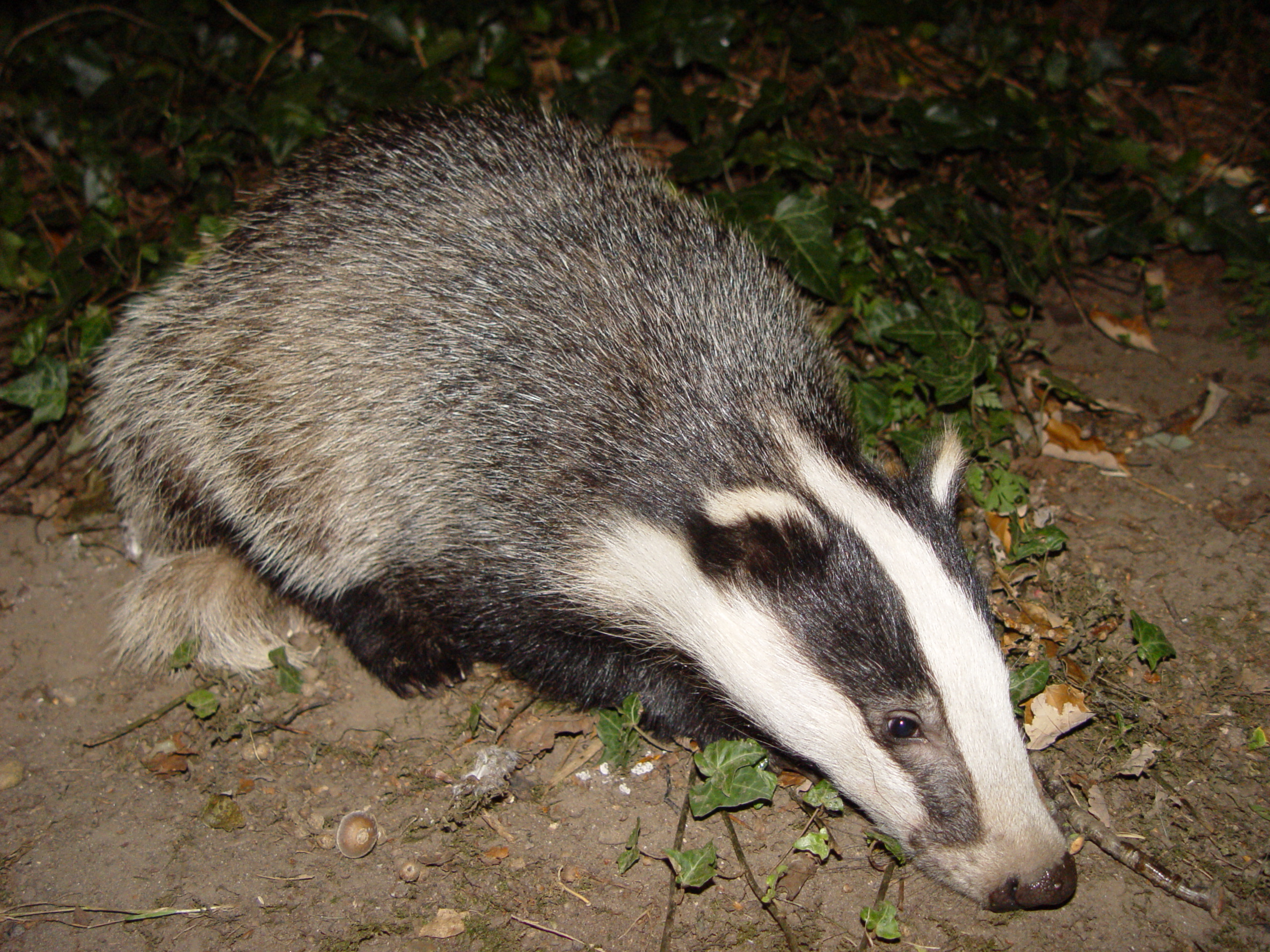
I tassi europei rispondono in modo meno aggressivo all'odore di conspecifici familiari rispetto a quelli non familiari.

I castori europei messi di fronte a una scelta bidirezionale durante un test di preferenza (un esperimento in cui agli animali è consentito libero accesso a più ambienti che differiscono in uno o più modi) hanno annusato sia il castoreo che la secrezione della ghiandola anale di uno sconosciuto più a lungo che di un esemplare "vicino di casa". Inoltre, i castori hanno risposto in modo aggressivo (stando sul tumulo sulle zampe posteriori, scalpitando, marcando o eseguendo una combinazione di queste azioni) più a lungo al castoreo, ma non alla secrezione della ghiandola anale, di un esemplare sconosciuto rispetto a un esemplare "vicino di casa" (ossia conosciuto). Quando i tumuli contenenti gli odori sono stati lasciati durante la notte, le risposte dei castori sono state misurate la mattina seguente e sono risultate più forti sia al castoreo che alla secrezione della ghiandola anale quando queste erano rilasciate da uno sconosciuto piuttosto che da un esemplare vicino. Ciò significa che questo tipo di castori rispondono in modo meno aggressivo all'odore di conspecifici familiari rispetto a esemplari non familiari.
I tassi europei possono distinguere tra feci appartenenti a esemplari del proprio gruppo, del vicino e del gruppo non familiare vicino alla loro tana principale. I tassi mostrano risposte comportamentali più intense verso odori non familiari rispetto a quelli del proprio gruppo, ma non c'è differenza nella risposta agli odori dell'esemplare vicino rispetto a quelli del proprio gruppo. Le risposte relative verso odori del gruppo non familiare sono maggiori durante la stagione riproduttiva, ma non ci sono differenze stagionali nelle risposte agli odori del gruppo dell'esemplare vicino rispetto a quelli del proprio gruppo. Nelle popolazioni di tassi, è probabile che i livelli di aggressività tra i detentori di territori confinanti siano mantenuti relativamente bassi attraverso il riconoscimento dei vicini. Tuttavia, si mostreranno livelli maggiori di aggressività verso tassi dispersi o itineranti, specialmente durante periodi come la stagione riproduttiva quando le potenziali minacce all'idoneità a lungo termine dei proprietari del territorio sono maggiori.
Gli scoiattoli rossi sono in grado di distinguere gli odori dei vicini familiari e degli estranei. È stato suggerito che questa discriminazione possa essere utilizzata dai maschi per evitare inseguimenti e combattimenti inutili, facendosi conoscere dai loro vicini.

### Negli uccelli

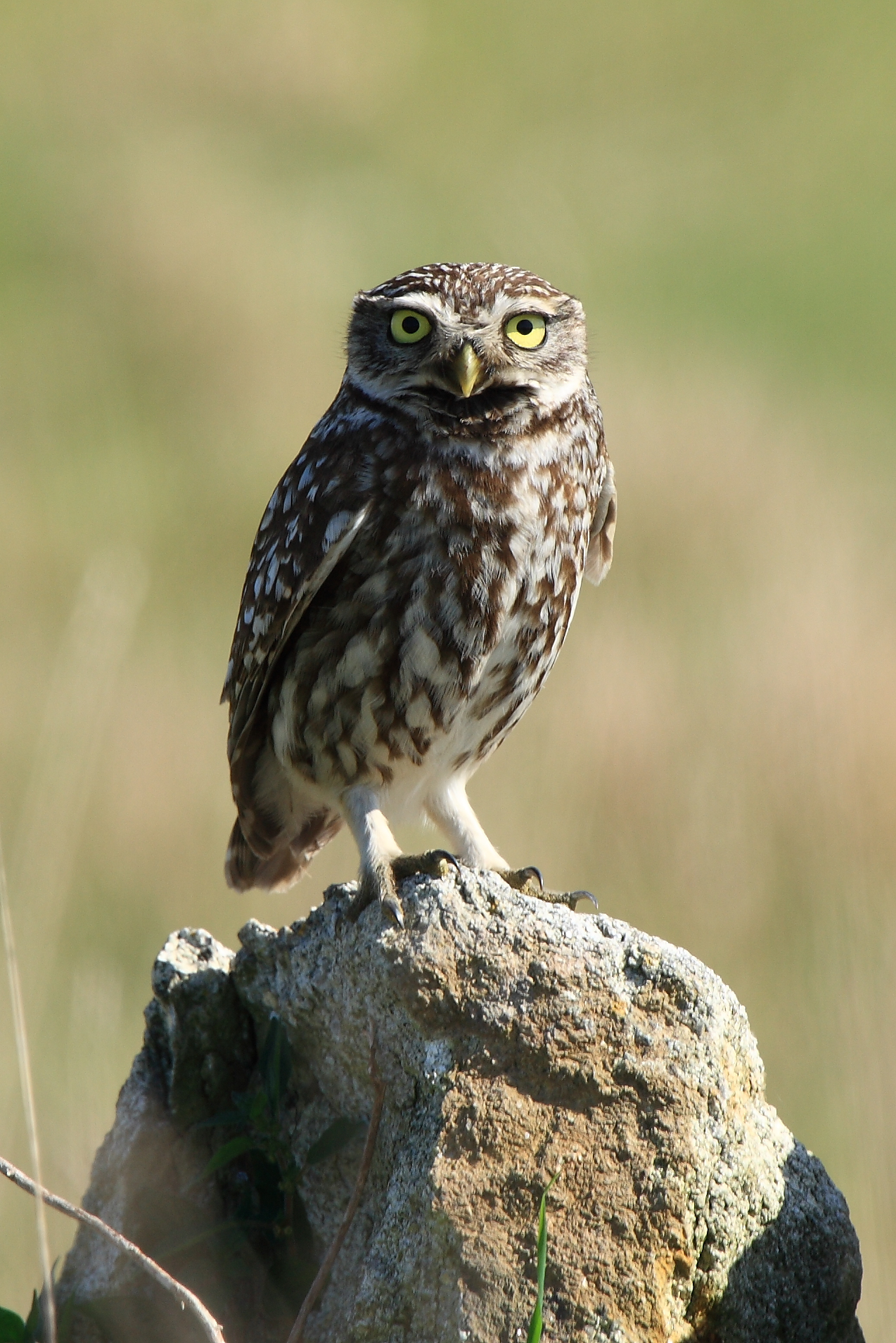
La civetta squittisce meno intensamente ai vicini familiari rispetto a quelli sconosciuti

Gli studi basati sulla riproduzione audio vengono spesso utilizzati per testare l'effetto del caro nemico negli uccelli. Questi studi hanno dimostrato che diverse specie di uccelli rispondono in modo più aggressivo ai canti riprodotti da estranei rispetto ai canti dei vicini; tali specie includono il pigliamosche dell'ontano, il Dendragapus, il pettirosso europeo, e lo scricciolo fasciato maschio (Thryothorus pleurostictus).
I passeri maschi residenti appartenenti alla specie Melodia melospiza sono più aggressivi verso gli intrusi. Ciò indica che non solo rispondono all'aggressività intrinseca dei loro vicini, ma anche ai cambiamenti a breve termine nei livelli di aggressività.
Sebbene la discriminazione tra vicini ed estranei sia stata segnalata in molti uccelli passeriformi, è stata raramente studiata nelle specie territoriali non passeriformi. La civetta squittisce per difendere il suo territorio. Le civette maschio rispondono meno frequentemente agli squittii del vicino, che vengono riprodotti dalla posizione abituale. Tuttavia, le risposte agli squittii di un vicino da una posizione insolita sono simili alle risposte degli squittii di uno sconosciuto da entrambe le posizioni.
Durante la stagione riproduttiva dell'allodola, particolari sequenze comuni di sillabe (frasi) vengono prodotte da tutti i maschi stabiliti nella stessa area, ossia vicini, mentre i maschi di aree diverse (estranei) condividono solo poche sillabe. Gli esperimenti di riproduzione hanno fornito prove di discriminazione vicino-estraneo coerenti con l'effetto del caro nemico, indicando che le sequenze condivise sono state riconosciute e identificate come marcatori dell'identità di gruppo. Gli studi hanno dimostrato che l'effetto del caro nemico cambia durante la stagione riproduttiva dell'allodola. Le riproduzioni dei canti dell'esemplare vicino e straniero in tre periodi della stagione riproduttiva mostrano che i vicini sono cari nemici a metà stagione, quando i territori sono stabili, ma non all'inizio della stagione riproduttiva, durante l'insediamento e la formazione delle coppie, né alla fine, quando la densità degli uccelli aumenta a causa della presenza di giovani esemplari che diventano indipendenti. Nei passeri Melodia melospiza, dove i vicini sono più spesso i padri di prole extra-coppia, i maschi modificheranno la loro aggressività verso gli altri maschi vicini in base allo stato di fertilità della loro femmina. Quando sono stati messi a confronto (durante alcuni test) con intrusi estranei e vicini simulati durante i periodi pre-fertili e post-fertili della loro femmina, i maschi hanno mostrato l'effetto del caro nemico. Tuttavia, nello stesso test eseguito durante il periodo fertile della loro femmina, i maschi hanno mostrato una risposta uguale a entrambi gli stimoli, probabilmente per proteggere la loro paternità. Quindi, l'effetto del caro nemico non è uno schema fisso ma flessibile che probabilmente si evolve con le circostanze sociali ed ecologiche.

### Nei rettili

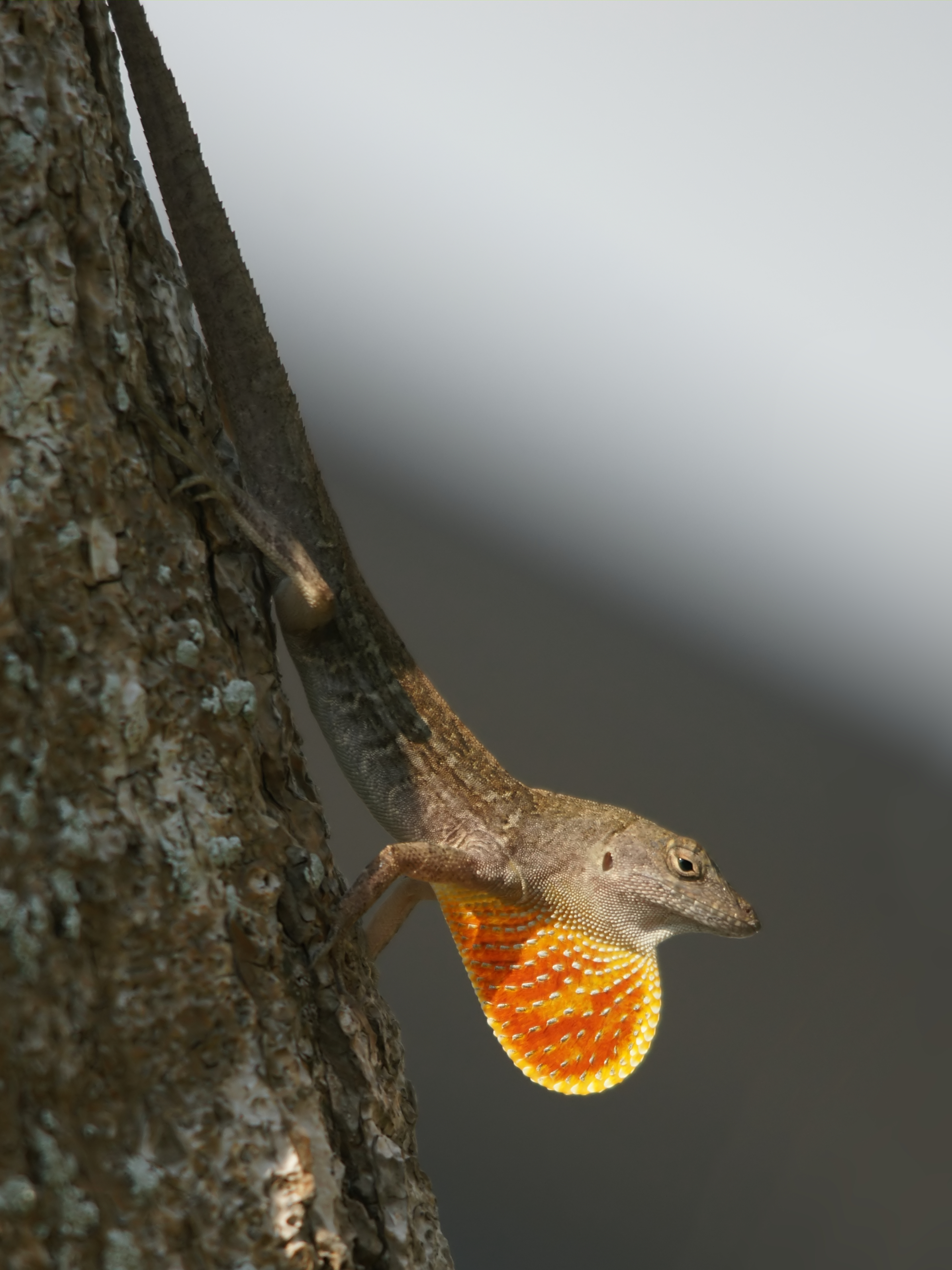
Un anolide bruno che si mostra con la sua giogaia.

I maschi di una lucertola territoriale, il drago fulvo (Ctenophorus decresii), hanno ridotto i loro livelli di aggressività nelle interazioni ripetute con rivali familiari e li hanno aumentati verso maschi non familiari. Il tempo impiegato per stabilire le interazioni era anche inferiore verso i maschi familiari rispetto a quelli non familiari.
Un'altra lucertola territoriale, la comune Crotaphytus collaris, può riconoscere i vicini individualmente e aumenterà l'aggressività nei loro confronti man mano che aumenta la minaccia alla sua proprietà territoriale. I maschi residenti trattano i vicini familiari che si sono spostati sul confine opposto a quello condiviso fino a quel momento (ossia che fino a poco prima erano "vicini di casa") con la stessa aggressività con cui trattano gli esemplari estranei, ossia quelli che non sono mai stati residenti di quel territorio. Tuttavia, i residenti hanno risposto in modo più aggressivo verso gli estranei che verso i vicini nei territori naturali e anche negli incontri in uno spazio neutrale.
Nell'anolide bruno, le diadi di maschi si comportano in modo diverso a seconda che le lucertole siano o meno vicine di territorio. Le vicine che mostrano infatti meno movimenti della testa rispetto a quando entrano a contatto con gli esemplari non vicini.
È stato osservato che la lucertola iberica è meno aggressiva nei confronti degli esemplari conspecifici. Esibisce anche un movimento di testa simile a quella dell'anolide bruno.

### Negli anfibi
I maschi della rana agile hanno una grande variabilità nelle caratteristiche del richiamo e sono in grado di distinguere tra conspecifici vicini e non familiari. Il richiamo dura più a lungo in risposta a uno stimolo acustico non familiare; al contrario, la risposta a un richiamo conspecifico familiare non mostra alcuna differenza dalle vocalizzazioni solitarie.
Le salamandre terrestri dal dorso rosso, Plethodon cinereus, difendono i territori sotto rocce e tronchi sul suolo della foresta negli Stati Uniti orientali. Gli individui sono più aggressivi con salamandre non familiari che con individui familiari.
Nella rana Anomaloglossus beebei c'è variabilità nella natura del richiamo e presenta un richiamo più aggressivo verso gli estranei rispetto alla risposta ai suoi vicini.

### Nei pesci
L'effetto del caro nemico nel pesce Cyprinodon variegatus dipende dalla presenza di femmine. Un'aggressività ridotta coerente con il riconoscimento del caro nemico si verifica tra vicini conspecifici in assenza di femmine, ma la presenza di una femmina nel territorio di un maschio istiga un'aggressività comparativamente maggiore tra i vicini.
Alcuni ricercatori hanno organizzato delle gare a tre tra i ciclidi maschi (Cichlasoma nigrofasciatum) per esaminare l'effetto del caro nemico. Quando si trovavano contemporaneamente di fronte a un vicino familiare e a un intruso sconosciuto, i residenti si confrontavano preferibilmente con l'avversario sconosciuto. L'istituzione del riconoscimento del caro nemico tra un residente e un vicino consentiva al residente di dirigere la sua aggressività verso la minaccia competitiva maggiore, ovvero l'intruso.
Il riconoscimento individuale dei rumori prodotti dai maschi della damigella bicolore (Pomacentrus partitus) è stato dimostrato sperimentalmente. Le riproduzioni di suoni di esemplari non residenti dal territorio di un dato pesce suscitano una risposta maggiore dal suo vicino più prossimo rispetto alle riproduzioni del suono del residente. I test includevano anche lo scambio dei suoni dei due vicini più prossimi rispetto al territorio di ciascun maschio. I risultati hanno dimostrato che tutti i maschi nella colonia riconoscono individualmente i suoni dei loro due vicini più prossimi.

### Negli invertebrati
Gli home range delle formiche che vivono in una colonia, spesso si sovrappongono agli home range di altre colonie conspecifiche e di altre specie. Negli esperimenti di laboratorio, la frequenza e la gravità delle interazioni agonistiche tra operaie di colonie diverse aumentano mano a mano che la distanza tra i loro rispettivi nidi diventa maggiore; questo fenomeno è stato segnalato per le specie Leptothorax nylanderi e Pheidole. In natura, è noto che le api maschio della specie Xylocopa micans volano lentamente nel territorio di un residente maschio adiacente per sondare e stabilire il confine reciproco dei loro due territori.
L'effetto del caro nemico è stato segnalato in colonie di termiti fungine Macrotermes falciger. I test comportamentali fatti sulle operaie non rivelano alcun comportamento di allarme o mortalità in coppie della stessa colonia, ma un intervallo completo da nessun allarme ad aggressione palese, con morte associata, quando gli individui erano accoppiati da colonie diverse. Il livello di mortalità aumenta con le differenze nella composizione degli idrocarburi cuticolari (CHCs) tra colonie. 

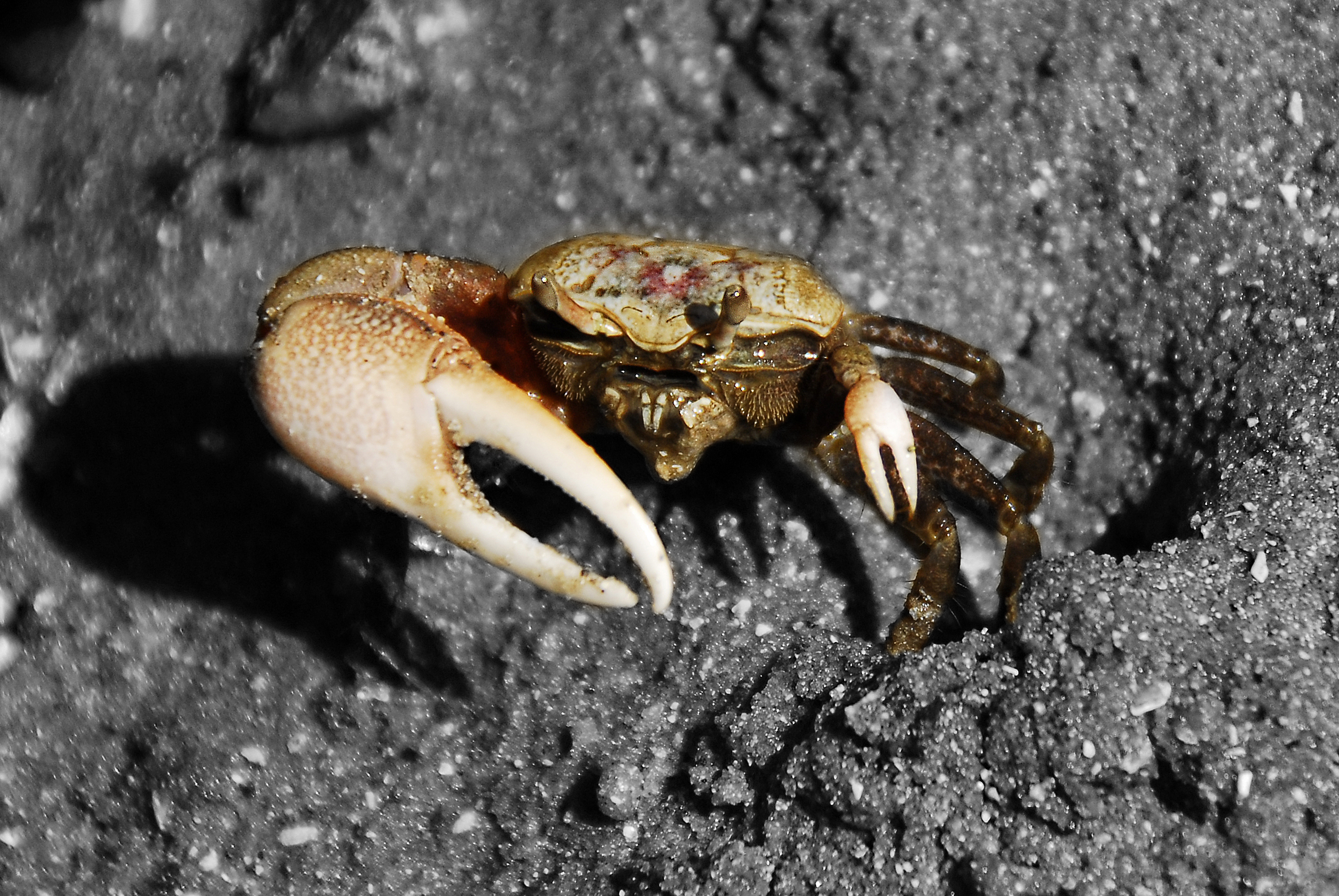
I granchi maschi di Uca pugilator attraggono i compagni agitando le chele

I maschi di granchio Uca pugilator difendono territori che consistono in una tana utilizzata per la riproduzione e un'area di esibizione dove agitano la chela per attrarre le femmine. I maschi che abitano una tana si impegnano in contese agonistiche sia con i maschi intrusi che tentano di conquistare la tana sia con altri vicini che apparentemente tentano di limitare l'agitazione della chela o altre attività dei rivali. Le contese consistono in uno o più elementi comportamentali che vanno dal mancato contatto con la chela all'uso di essa per spingere, afferrare o capovolgere un avversario. Sul campo, le contese con gli intrusi iniziano a intensità più elevate e si intensificano più rapidamente rispetto a quelle con i vicini. Tuttavia, le contese tra residenti aumentano di intensità quando le tane sono vicine; i vicini infatti si fronteggiano quando escono dalle tane e quando sono di dimensioni simili. La vicinanza e l'orientamento determinano la facilità con cui un vicino può essere coinvolto.

## Effetto del "vicino cattivo" e reazioni neutre
Una serie di studi ha portato prove di un effetto opposto all'effetto del caro nemico, ovvero quando gli animali mostrano maggiore aggressività verso i vicini che verso gli estranei. Questo comportamento è stato definito l'effetto del vicino cattivo.

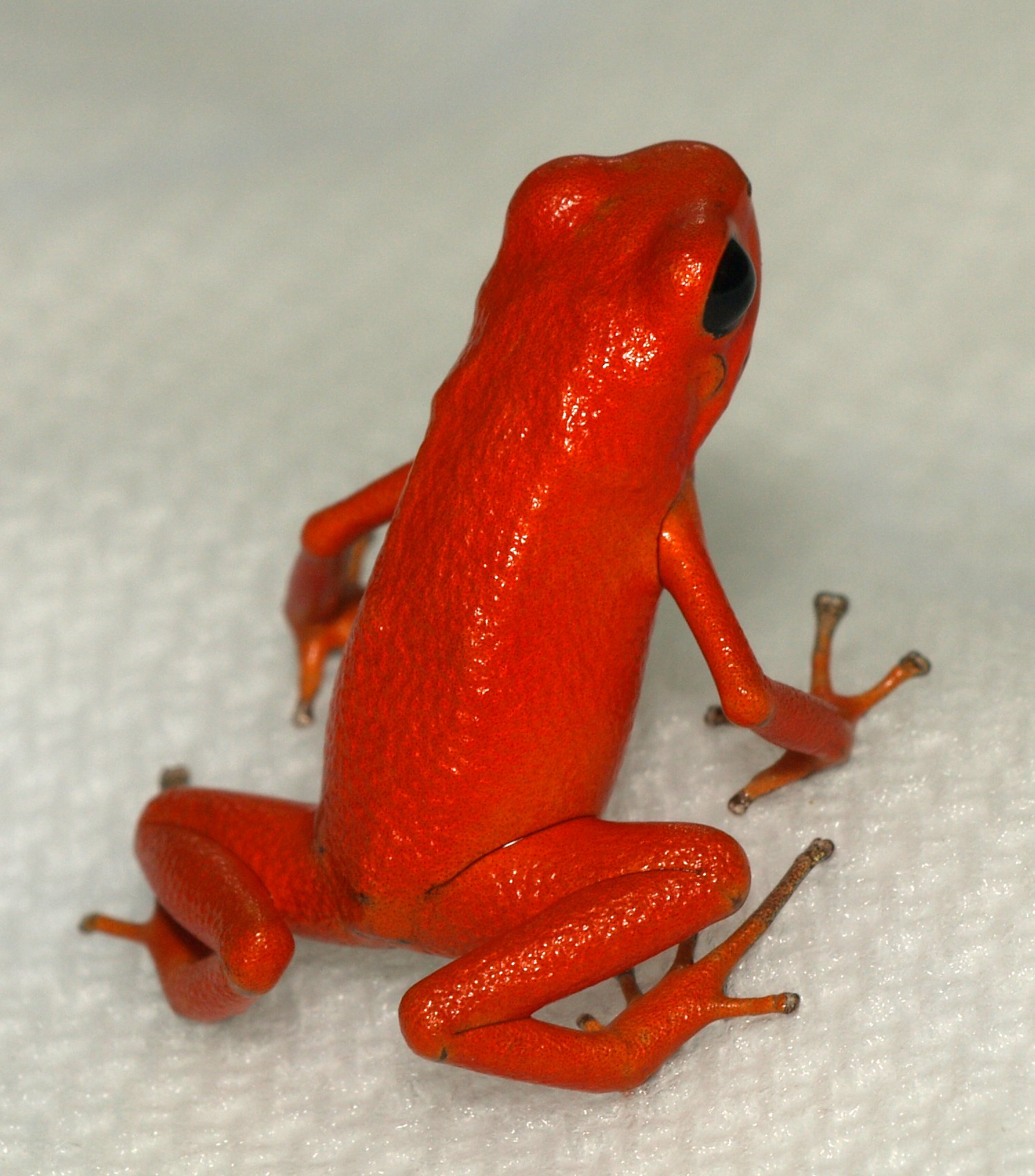
Dendrobate pigmeo

Le colonie di formiche Oecophylla smaragdina sono in grado di riconoscere una maggiore proporzione di operaie provenienti da colonie vicine come membri non appartenenti alla colonia. Quando vengono riconosciute come membri non appartenenti alla colonia, mostrano più aggressività verso i vicini che verso i non vicini. I gruppi di manguste striate vocalizzano di più e ispezionano più campioni di odore in risposta a segnali olfattivi dei vicini rispetto agli estranei. È stato suggerito che una maggiore aggressività verso i vicini è più comune nelle specie sociali con intensa competizione tra vicini, al contrario della ridotta aggressività verso di essi tipica della maggior parte delle specie solitarie. Inoltre, gli animali possono rispondere in questo modo quando gli incontri con intrusi provenienti da colonie non vicine sono rari e di scarsa conseguenza.
Le femmine di campanari di Nuova Zelanda sono più aggressive verso i canti delle femmine vicine. Questo è l'opposto del fenomeno del caro nemico e suggerisce che le femmine vicine rappresentano una minaccia maggiore rispetto alle sconosciute in questa specie.
Una serie di studi non ha trovato alcuna prova dell'effetto del caro nemico, dimostrando che esso non è universale. I maschi territoriali del dendrobate pigmeo e del mangiaformiche maculato non discriminano nel loro comportamento tra i richiami dei vicini e degli estranei, e le lucertole dal collare femmine non mostrano alcuna differenza nel loro comportamento verso le femmine vicine o sconosciute.
I maschi del babbuino della Guinea che vivono in bande, non differiscono nel loro comportamento di risposta verso i maschi vicini e sconosciuti e ignorano ampiamente qualsiasi membro non appartenente alla banda, indipendentemente dalla familiarità; vale a dire, non mostrano né un effetto "caro nemico" né un effetto "vicino cattivo".